# هيربرت شتاين
هيربرت شتاين (بالإنجليزية: Herbert Stein)‏ (و. 1916 – 1999 م) هو عالم اقتصاد، وكاتب عمومي، وبروفيسور (أستاذ جامعي)، وكاتب من الولايات المتحدة الأمريكية ولد في ديترويت، ميشيغان.

## التعليم
تعلم في جامعة شيكاغو، وجامعة فرجينيا.

## روابط خارجية
- هيربرت شتاين على موقع مونزينجر (الألمانية)
- هيربرت شتاين على موقع إن إن دي بي (الإنجليزية)